# Abraham ben Salomo von Torrutiel
Abraham ben Salomo von Torrutiel (* 1482; † im 16. Jahrhundert) war ein nordafrikanisch-jüdischer Geschichtsschreiber spanischer Herkunft.
Anlässlich der Vertreibung der Juden aus Spanien 1492 kam er als zehnjähriger mit seiner Familie nach Fès (heute Marokko). Um 1510 schrieb er eine hebräische Chronik als Fortsetzung des Sefer ha-Kabbala des Ibn Daud. Der erste Teil beinhaltet Ergänzungen zu dieser Chronik, der zweite Teil behandelt die Zeit bis 1463. Der dritte Teil umfasst eine Chronik der spanischen Könige aus jüdischer Sicht, gefolgt von der Beschreibung der Vertreibung der Juden aus Spanien und ihrer Ansiedlung in Marokko. Von besonderem Interesse ist dieser Teil, weil Abraham ben Salomo die Ereignisse von 1492 als Augenzeuge miterlebt hatte. Die Chronik wurde 1887 zum ersten Mal von Adolf Neubauer veröffentlicht.
Ebenfalls werden Abraham ben Salomo gewisse kabbalistische Schriften zugeschrieben.

## Ausgaben
- Y. Moreno Koch: Dos Crónicas hispanohebreas del siglo XV. Barcelona 1992.
- Adolf Neubauer: Medieval Jewish Chronicles. Oxford 1887.
- F. Cantera Burgos: El libro de la cábala de Abraham ben Salomon de Torrutiel. Salamanca 1928.
- Jaime Bages: Séfer ha-Kabbaláh. Libro de la tradicción. Granada 1921.